# Matej Prelog
Matej Prelog, slovenski veslač, * 13. marec 1980, Maribor.
Prelog trenutno vesla za klub Dravske elektrarne Branik Maribor.

## Največji uspehi

### Olimpijske igre
- 4. mesto četverec brez krmarja - Sydney (Milan Janša, Rok Kolander, Jani Klemenčič)

### Svetovna prvenstva
- 3. mesto - svetovno prvenstvo v veslanju 2001 četverec brez krmarja (Milan Janša, Rok Kolander, Jani Klemenčič)
- 4. mesto - 2002 četverec brez krmarja (Milan Janša, Rok Kolander, Jani Klemenčič)
- 4. mesto - 2004 četverec s krmarjem (Rok Kolander, Sebastjan Toplak, Žiga Galičič; Blaž Krope)
- 2. mesto - 2005 dvojni četverec  (Iztok Čop, Luka Špik,Davor Mizerit)
- 5. mesto - 2006 četverec brez krmarja (Rok Kolander, Tomaž Pirih, Miha Pirih)
- 5. mesto 2007 četverec brez krmarja (Rok Rozman, Tomaž Pirih, Rok Kolander)

### Svetovno prvenstvo do 23 let
- 2. mesto - 1999 dvojec brez krmarja (Rok Kolander)

### Mladinsko svetovno prvenstvo
- 5. mesto - 1998 dvojec brez krmarja (Rok Kolander)